# 柳町 (横浜市)
柳町（やなぎちょう）は、神奈川県横浜市金沢区の町名。住居表示は未実施で、丁目は設けられていない
。

## 地理
金沢区南部に位置し、東側は平潟湾に面する。北東は六浦川を挟み瀬戸、北から西にかけて六浦一丁目、南は侍従川を挟んで六浦東一丁目に接する。町域の大部分は、京浜急行電鉄による総面積181,722m²・宅地区画数435区画の分譲住宅地「金沢八景平潟ニュータウン」で、敷地面積4929m²の金沢八景公園と、同園内に結婚式場と青少年図書館を備えた「金沢八景記念会館」が設けられた。記念会館は1986年に老人施設「晴嵐荘」に改められたが、のちに金沢区泥亀に移転している。住宅地中央のロータリーには、京浜急行電鉄および京急興業により、清水多嘉示の「母子像」が建てられた。最寄駅は京急本線・逗子線と金沢シーサイドラインの金沢八景駅で、平潟湾上に金沢シーサイドラインの高架橋がかすめる。同駅からの京浜急行バス関東学院循環には、柳町のバス停留所が設けられている。

### 地価
住宅地の地価は、2025年（令和7年）1月1日の公示地価によれば、柳町10番7の地点で22万円/m²となっている。

## 歴史
現在の柳町に相当する一帯は1960年代までは平潟湾の水域の一部であった。平潟湾には宮川、六浦川、侍従川、鷹取川の4河川が流入し、川砂の流入で水深が浅くなるとともに、1961年に横須賀市の夏島町に自動車工場が進出した頃から水質汚染が目立つようになった。浚渫土砂を利用して平潟湾の一部を埋め立てる計画が立ちあがり、1962年10月3日に横浜市会において可決された。隣接する六浦町にある関東学院大学は名勝が損なわれ、青少年のレクリエーションの場が失われるとしてこれに反対。六浦町民有志も、豪雨の際の調整池としての機能が低下するとして反対の陳情が行われた。当該水域に漁業権を有する金沢漁業協同組合とは1963年3月26日に漁業補償交渉が成立。土地の購入者となる京浜急行電鉄とは、同年4月10日に土地売買の仮契約が締結された。8月30日に神奈川県知事より公有水面埋立免許を取得、11月3日に着工した。埋立には浚渫土砂のほか、金沢区内の長浜および釜利谷町の山土が使われた。竣工認可を得たのは1966年3月で、3月31日に柳町が金沢区に編入・新設された。町名は、川沿いに植えたヤナギの木に因んで名付けられた。横浜市内には1872年（明治5年）より中区（当初は横浜町）にも柳町の地名があったが、1928年に吉田町に編入されている。

## 世帯数と人口
2025年（令和7年）6月30日現在（横浜市発表）の世帯数と人口は以下の通りである。
| 町丁 | 世帯数    | 人口    |
| ---- | --------- | ------- |
| 柳町 | 1,039世帯 | 2,168人 |

### 人口の変遷
国勢調査による人口の推移。
| 年                 | 人口  |
| ------------------ | ----- |
| 1995年（平成7年）  | 1,775 |
| 2000年（平成12年） | 1,715 |
| 2005年（平成17年） | 1,943 |
| 2010年（平成22年） | 1,915 |
| 2015年（平成27年） | 2,099 |
| 2020年（令和2年）  | 2,466 |

### 世帯数の変遷
国勢調査による世帯数の推移。
| 年                 | 世帯数 |
| ------------------ | ------ |
| 1995年（平成7年）  | 911    |
| 2000年（平成12年） | 936    |
| 2005年（平成17年） | 1,064  |
| 2010年（平成22年） | 1,129  |
| 2015年（平成27年） | 1,332  |
| 2020年（令和2年）  | 1,438  |

## 学区
市立小・中学校に通う場合、学区は以下の通りとなる（2024年11月時点）。
| 番地 | 小学校               | 中学校             |
| ---- | -------------------- | ------------------ |
| 全域 | 横浜市立瀬ヶ崎小学校 | 横浜市立六浦中学校 |

## 事業所
2021年（令和3年）現在の経済センサス調査による事業所数と従業員数は以下の通りである。
| 町丁 | 事業所数 | 従業員数 |
| ---- | -------- | -------- |
| 柳町 | 51事業所 | 432人    |

### 事業者数の変遷
経済センサスによる事業所数の推移。
| 年                 | 事業者数 |
| ------------------ | -------- |
| 2016年（平成28年） | 45       |
| 2021年（令和3年）  | 51       |

### 従業員数の変遷
経済センサスによる従業員数の推移。
| 年                 | 従業員数 |
| ------------------ | -------- |
| 2016年（平成28年） | 512      |
| 2021年（令和3年）  | 432      |

## その他

### 日本郵便
- 郵便番号 : 236-0026[3]（集配局：横浜金沢郵便局[19]）

### 警察
町内の警察の管轄区域は以下の通りである。
| 番・番地等 | 警察署     | 交番・駐在所 |
| ---------- | ---------- | ------------ |
| 全域       | 金沢警察署 | 六浦交番     |